# Тамега
Та́мега (порт. Tâmega, ісп. Támega) — річка в Іспанії та Португалії. Притока Дору. Довжина — 184,02 км (з них 24 км в межах Іспанії). Площа басейну — 3310 км² (з них 673 в межах Іспанії). Бере початок на території в Галісії, біля Верина. Тече по території португальських провінцій Трансмонтана та Берегове Дору. Рівень води невеликий, по всій течії є кілька невеликих гребель, через що судноплавство на більшій частині річки відсутнє.

## Назва
- Та́мега (порт. Tâmega, МФА: [ˈtɐ.mɨ.gɐ][1], [тамиега]) — сучасна португальська назва.
- Та́мега (ісп. Támega, МФА: [ˈta.me.ɣa][2], [тамега]) — сучасна іспанська назва.
- Та́мака (лат. Tamaca) — стара латинська назва[3] від часів римського панування[4].

## Опис
Починається на території Іспанії та тече в південному напрямку до впадіння праворуч в Дору (найбільша за водозбірним басейном річка на північному заході Піренейського півострова, що досягає Атлантичного океану біля Порту)